# Anamneza (filozofia)
Anamneza (stgr. ἀνάμνησις, anamnesis „przypominanie”) – wywodząca się od Platona koncepcja poznania, zgodnie z którą jest ono przypominaniem sobie wcześniej znanej rzeczywistości metafizycznej.

## Anamnesis
W starogreckim anamnesis oznaczało przypominanie sobie i poza tradycją platońską nie miało charakteru filozoficznego, lecz było procesem mentalnym (zjawiskiem), które się wyjaśniało. Np. Arystoteles w traktacie O pamięci wskazywał, że przypominanie jest zdolnością przywoływania zapomnianych wspomnień, za pomocą sylogizmu, czyli wnioskowania o obrazach przeszłych, za pomocą obrazów obecnych (jako terminów pośrednich).

## Platon
Pojęcie to zyskało specyficzne znaczenie i ważne miejsce w teorii wiedzy Platona i jego następców.
Pierwotną grecką koncepcją było, że poznanie jest to postrzeganie: rzeczy można poznać tylko przez zetknięcie się z nimi za pomocą zmysłów. Platon tę koncepcję odrzucił i doszedł do wniosku, że obok wiedzy opartej na postrzeganiu istnieje inna wiedza, która postrzeganie wyprzedza. Podczas gdy tamta formuje się stopniowo, ta jest dana od urodzenia, wrodzona. Wiedza wrodzona jest „przypomnieniem” (anamnezis). Według nauki Platona świat zmysłowych rzeczy nie jest światem tego, co istnieje naprawdę. Dusza przed zamieszkaniem w cielesnej powłoce przebywa w niebie i kontempluje to, co istnieje naprawdę. Połączywszy się na Ziemi z ciałem, zapomina o tym, co wiedziała przed swoim upadkiem na Ziemię. Jednakże i obecnie zachowuje w swej głębi pamięć o tym, co niegdyś oglądała. Postrzeganie materialnych przedmiotów przypomina duszy zapomnianą przez nią wiedzę, „idee”. 
Anamneza jest tu formą pamięci metafizycznej, a nie przypominaniem sobie przeszłych doświadczeń. Wieczna i nieśmiertelna dusza ludzka oglądała kiedyś rzeczywistość ponadempiryczną i ma tę samą co ona strukturę. Zachowuje ona jej obraz, lecz stopniowo, wraz z kolejnymi jej reinkarnacjami w rzeczywistość materialną, pamięć o tym ulega zatarciu, lecz nigdy nie zanika zupełnie. Platon zakłada więc, że wiedza dotycząca prawdziwej rzeczywistości nie jest zdobywana, lecz powinna być tylko przypomniana. Anamneza nie ma nic wspólnego z poznaniem przez doświadczenie zmysłowe, lecz jest poznaniem prawdziwej rzeczywistości, poprzez przypomnienie jej sobie ("odpominanie") . 
Źródłem idei anamnezy miały być idee orficko-pitagorejskie (idea metempsychozy), ale także majeutyki Sokratesa.
Koncepcja anamnezy opisana została w Menonie, Fedonie, Fajdrosie, Timajosie i Państwie. Platon wprowadza ją w swoich dialogach ilustrując przykładami z zakresu matematyki, oraz wpisując je w swoje mity, np. metaforę jaskini. Teorię przypominania Platon naszkicował jeszcze przed założeniem Akademii, np. w Menonie. W Fedonie, późniejszym niż Fajdros, Platon powraca znów do teorii przypominania sobie. O ile w Tajtecie Platon poddał krytyce głównie sensualistyczną teorię poznania, to w Fedonie dał szczegółowy wykład własnej nauki.
Anamneza interpretowana bywa jako pierwsza w filozofii Zachodu koncepcja a priori .

## Plotyn
Koncepcja anamnezy została zreinterpretowana przez Plotyna. Również u niego, jest to forma "odpomnienia". W przeciwieństwie do zwykłej pamięci, która dotyczy tego, co jest związane z czasowością, dotyczy rzeczywistości bezczasowej, ponadzmysłowej, związanej z pierwotnym sprzężeniem duszy z wyższymi hipostazami. W podobny sposób anamneza rozumiana była w tradycji neoplatońskiej .